# ニーナ・ガルシア
ニーナ・ガルシア・デ・カスティリアノス（Nina García de Castellanos、1965年5月3日 - ）はコロンビア出身のファッションジャーナリスト・評論家。
雑誌「Elle」、「Marie claire」のファッションディレクター、リアリティ番組の「プロジェクト・ランウェイ」の審査員も務めている。

## 生い立ち
ニーナはコロンビアのバランキージャにて輸入業を営む裕福な家庭で生まれた。
1983年にマサチューセッツ州・ウェルズリーのDana Hall Schoolを卒業し、ボストン大学の学士号を取得した。
その後、パリのEcole Superieure de la Modeに通い、1992年にニューヨーク州立ファッション工科大学の学士号を取得した。

## キャリア
ニーナはファッション業界でのキャリアを1980年代前半にスタートさせた。
百貨店Perry EllisのPR担当から始まり、マーク・ジェイコブスのデザイナーまで昇りつめた。

### ジャーナリズム
マーク・ジェイコブスを離れた後、ニーナはMirabellaでアシスタントスタイリストとマーケットエディタを担当した。
2000年に雑誌「Elle」のファッションディレクターに就任し、2008年4月から8月まで総合監修者に就任している。
Garcia left the Fashion Director position in April 2008, becoming Editor-at-Large at the magazine until the end of August. 
2008年4月11日号のUs WeeklyがニーナのElleのファッションディレクター退任を報じられた。これは契約更新に伴うもので、同年5月15日に雑誌の統括責任者でチーフエディターの Roberta Myersは、ニーナのについて同年9月1日まで総合監修者に就任する新しい契約を結んだことを発表した。ニーナはElleで13年間を過ごし、うち後半の8年間をファッションディレクターを務めた。

2008年9月に雑誌「Marie claire」の新ファッションディレクターに就任した。

### その他の活動
2007年5月、メキシコシティにて行われたミス・ユニバース2007の審査員を務めた。この時のミス・ユニバースには森理世が選ばれている。

### 執筆活動
ニーナはこれまでに4冊のベストセラーを執筆している。

2007年9月5日にThe Little Black Book of Style (ハーパーコリンズ社刊)を出版。これまでに第8刷目が制作され、スペイン語訳版も出版されている。

2008年8月26日にThe One Hundred: A Guide to the Pieces Every Stylish Woman Must Own（同）を出版。こちらも8刷目が制作されている。

2009年9月にはThe Style Strategy、2010年9月にはNina Garcia’s Look Bookを出版した。

## 私生活
David Conradと結婚し、2007年3月に男児を出産した。2010年11月に2人目の男児出産を公表した。